# Іліамна
Гора Іліамна — покритий льодовиками стратовулкан, розташований приблизно за 215 км (134 милі) на південний захід від Анкориджа, на західній стороні нижньої частини затоки Кука.
Про голоценову вулканічну діяльність Іліамни мало відомо, але радіовуглецеве датування вказує на принаймні кілька вивержень, усі вони відбувались ще до європейського заселення Аляски. Тим не менш, фумароли, розташовані приблизно на висоті 2740 м (8990 футів) на східній стороні вулкана, майже постійно виробляють шлейфи конденсату і незначні кількості сірчистих газів. Ці стовпи є досить великими і призводили до численних повідомлень льотчиків про «виверження» вулкана Іліамна.
Вулкан викидав дим та легкий попіл у 1987, 1933, 1941 та 1947 роках. Кілька разів дослідники отримували повідомлення про такі явища, однак вони не підтверджувалися. У 1958 році зі східної частини вулкана вирвалися чотири стовпи пилу – це був останній раз, який фіксували науковці.
15 червня 2025 року, згідно повідомлення ABC News, поблизу вулкана Іліамна протягом декількох годин зросла сейсмічна активність та зареєстровано «шквал струсу».